# میشا بروگرگازمن
میشا بروگرگازمن (انگلیسی: Measha Brueggergosman؛ زادهٔ ۲۸ ژوئن ۱۹۷۷) خواننده سوپرانوی اپرا و بازیگر اهل کانادا است. 
وی دانش‌آموختهٔ دانشگاه تورنتو در رشتهٔ موسیقی است وی بعدها برای ادامه تحصیل و اخذ مدرک کارشناسی ارشد به دانشگاه روبرت شومان دوسلدورف در آلمان رفت و در سال ۲۰۱۷ دانشگاه کنکوردیا به او مدرک دکترای افتخاری داد.
او در سال ۲۰۰۵ یکی از تک‌خوانان اپرای ترانه‌های معصومیت و تجربه ویلیام بلیک بود که برندهٔ ۳ جایزهٔ گرمی شد.
از فیلم‌ها یا مجموعه‌های تلویزیونی که وی در آن‌ها نقش داشته است، می‌توان به ماجراهای مرداک اشاره نمود.